# バンダナ (アルゼンチンのグループ)

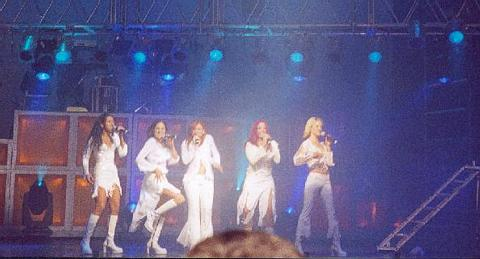
ブエノスアイレスでのパフォーマンス

バンダナ（Bandana）は、アルゼンチンの女性ポップグループ。 2001年に ポップスターズテレビコンテストから登場したアルゼンチンの ポップミュージックグループで、最終段階でルルドフェルナンデス 、 ヴァレリアガスタルディ 、 マリアエリザベス「リッサ」ベラ5名のメンバーが選出され結成された。 
2004年に解散したが、2016年にイヴォンヌ・グスマンを除いた4名で再結成された。その後、2017年にバージニア・ダクーニャが脱退し、現在の3名構成となる。2016年末に戻ってきたバンドには、元々2人のメンバー、イヴォンヌグズマン （帰らないことにした）とバージニアダクーニャ （2017年1月に去った）がいた。 

## メンバー
- ルルド・セシリア・フェルナンデス（Lourdes Cecilia Fernández, 2001年 - 2004年、2016年 - ）
- ヴァレリア・ガスタルディ（Valeria Gastaldi, 2001年 - 2004年、2016年 - ）
- マリア・エリザベス・ヴェラ（María Elizabeth Vera, 2001年 - 2004年、2016年 - ）

### 元メンバー
- イヴォンヌ・グスマン（Ivonne Guzmán, 2001年 - 2004年）
- バージニア・ダクーニャ（Virginia Da Cunha, 2001年 - 2004年、2016年 - 2017年）

## 歴史

### 始まり
バンダナは、 2001年にアルゼンチンで放映されたポップスターのリアリティショーで登場。 コンテストが終了し、グループが2001年1月に結成された後、2001年の終わりにBMG Internationalのレコードレーベルの下でファーストアルバムBandanaをリリースした。 

## ディスコグラフィー
スタジオアルバム
- 2001年: Bandana
- 2002年: Noche
- 2003年: Vivir intentando
- 2016年: Bandana, la vuelta
- 2019年: S/N

ライブアルバム
- 2004 ： Hasta siempre（永遠に会いましょう）

## 映画
- 2003 ： ライブトライ